# Конфликт в Македонии (2001)

Регионы Северной Македонии, в которых велись военные действия

Вооружённый конфликт в Македонии (макед. Воен конфликт во Македонија, 2001, алб. Lufta e vitit 2001 në Maqedoni) — интенсивные межэтнические столкновения между македонцами и албанскими сепаратистскими группировками с января по ноябрь 2001 года. Формально завершился подписанием Охридского соглашения 13 августа 2001 года.

## Албанцы в Северной Македонии
Существенное албанское меньшинство появилось на территории современной Северной Македонии во времена Османской империи. В 1968 году в соседнем Косово прошли албанские волнения, которые перекинулись на Северную Македонию — 22 декабря 1968 года в Тетово на улицы вышли около 200 албанцев, которые разбили несколько витрин и вывесили албанский флаг на здании общинного комитета Союза коммунистов Македонии, после чего были возбуждены 87 уголовных дел. В 1980-е года в Союзной Югославии в сербском Косово власти предпринимали против албанского меньшинства сильные репрессивные меры. Аналогичные меры предпринимались властями и в югославской Македонии.
На момент распада Югославии в 1991 году в югославской Республике Македонии албанцы составляли 21 % населения, или 427 000 человек. Албанцы бойкотировали референдум о независимости югославской Македонии 8 сентября 1991 года. В январе 1992 албанское меньшинство на собственном референдуме высказалось за автономию албанских районов республики.
Ситуацию усугубило прибытие более 200 тысяч албанских беженцев из Косова.
После того, как в 1996—1999 годах на юге соседней Сербии действия албанской Армии Освобождения Косова (АОК) увенчались успехом, и в край были введены международные миротворческие силы, в югославской Македонии по образцу АОК начали создаваться албанские вооружённые формирования под руководством Али Ахмети. Объединение этих организаций получило название Армия национального освобождения. В январе 2001 года боевики начали активные действия.

## Активная фаза конфликта

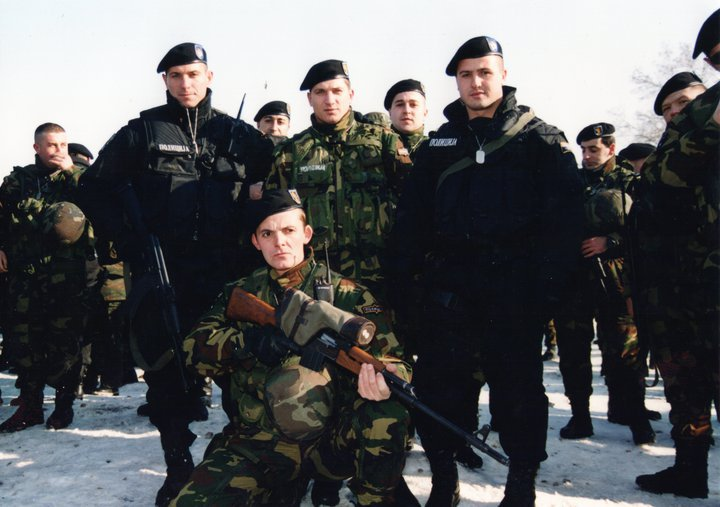
Македонский спецназ полиции в Куманово, 2001 г.

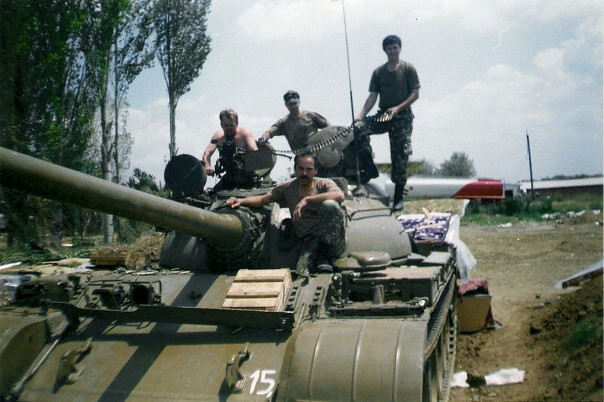
Танкисты из резервного состава македонской армии. Танк Т-55 советского производства

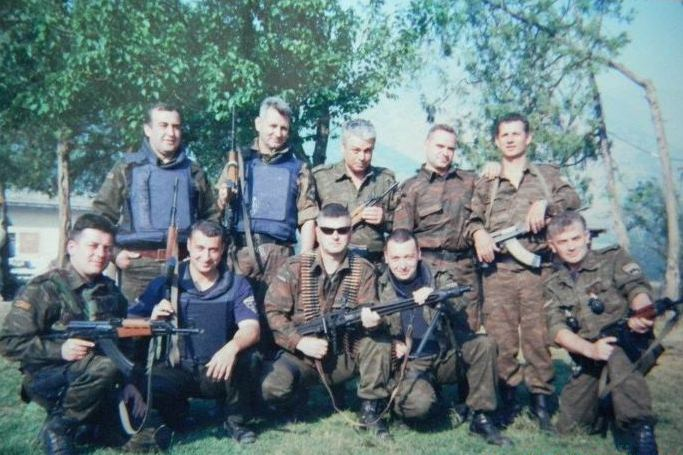
Македонские милиционеры из резервного состава

В начале 2001 года на северо-западе страны участились случаи нападений на полицию и военных. Поначалу македонские силы безопасности ничего не предпринимали против албанских формирований. Местные македонцы потребовали защитить их, объявив о готовности закупать оружие и самим давать отпор албанцам. Столкновения македонцев и албанцев приняли постоянный характер, обстановка в албанских анклавах стала накаляться. Серьёзные столкновения албанских сепаратистов и македонских сил безопасности произошли в Тетово.

### Битва за Арачиново
21 июня 2001 в 4:30 македонские силы безопасности начали решительное наступление на Арачиново (использовалась артиллерия). Не ожидая нападения, сепаратисты не оказали стойкого сопротивления,  македонские войска вошли в Арачиново. Боевые действия продолжались беспрерывно до 25 июня. Силы сепаратистов и правительство подписали договор о перемирии, а силы НАТО помогли вывести всех мятежников из Арачиново.

### Операция «Богатый урожай»
Группа офицеров планирования НАТО прибыла в Республику Македонию 14 августа — на следующий день после подписания соглашения между правительством и представителями албанского меньшинства. Передовой отряд британских миротворцев численностью 400 человек разместился в Скопье 17 августа. 22 августа было развёрнуто ещё 3100 военных. Операция официально началась 22 августа в 14:00 по московскому времени. Операцией руководил генерал-майор Гуннар Ланге. По плану солдаты НАТО должны были собрать и уничтожить оружие боевиков, но только то, что было им передано. Они не имели полномочий на проведение обысков и изъятие оружия или боеприпасов. Реально сбор оружия начался 27 августа в населённом пункте Нишкутак. В тот же день от ранений, полученных накануне в ходе столкновения с албанскими экстремистами, скончался британский военнослужащий из состава миротворческих сил. НАТО объявило об окончании операции 26 сентября 2001 года. Албанские боевики сдали 3,3 тыс. единиц оружия. С 27 сентября начался вывод войск НАТО, большинство миротворцев покинуло Северную Македонию.

## Соглашение о перемирии
В ноябре того же года между албанскими боевиками и правительством было достигнуто соглашение о перемирии. По нему албанские вооруженные формирования разоружались, а правительство Республики Македонии обязывалось расширить права албанского населения. В договоре также была прописана новая децентрализованная система государства. Впрочем, спустя короткий срок албанская сторона стала заявлять, что Охридские соглашения «умерли», часть албанских политиков настаивают на федеральном статусе Македонии по национальному признаку, а часть просто заявляет о желании видеть её «третьим албанским государством».

## Текущая ситуация
Несмотря на завершение боевых действий и подписание соглашений между враждующими сторонами, ситуация в Македонии продолжает оставаться взрывоопасной. После конфликта 2001 года в Республике Македония также происходили выступления повстанцев (в основном на севере страны). Конфликты не достигали критического уровня, не требовали вмешательства международного сообщества и разрешались правительством страны.
7 ноября 2004 года в Македонии прошел референдум о статусе и привилегиях этнических албанцев. Референдум провалился из-за низкой явки, но вызвал общественный резонанс в стране и подъём националистических сил.
В конце 2008 года Али Ахмети, лидер партии ДСИ (Демократический союз за интеграцию), заявил, что НЛА готова возобновить действия, если македонские политики будут проводить курс на централизацию государства и притеснять албанское меньшинство.
Обстановка не перестала быть напряжённой и из-за косовского прецедента, в результате которого Косовский край объявил о своей независимости. Во многом из-за противоречий между албанцами и македонцами внутри страны в октябре 2008 года Македония официально признала Косово.
9 мая 2015 г. группа албанских боевиков напала на македонских полицейских в городе Куманово. По разным данным, террористов насчитывалось от 40 до 70 человек, они были вооружены автоматическим оружием, гранатами, снайперскими винтовками и гранатомётами и оказали ожесточенное сопротивление. В результате боёв 14 боевиков были убиты, 30 сдались. Стражи порядка потеряли 8 человек, ранены около 37. Погиб один мирный житель, несколько было ранено. Оставшаяся часть боевиков покинула дома, правительство продолжило поиск сбежавших боевиков.